# Tetropium beckeri
Tetropium beckeri är en skalbaggsart som beskrevs av Franz 1955. Tetropium beckeri ingår i släktet Tetropium och familjen långhorningar.
Artens utbredningsområde är Guatemala. Inga underarter finns listade i Catalogue of Life.